# Liste des maires de Pontarlier
Cet article dresse une liste par ordre de mandat des maires de Pontarlier.

## Liste des maires

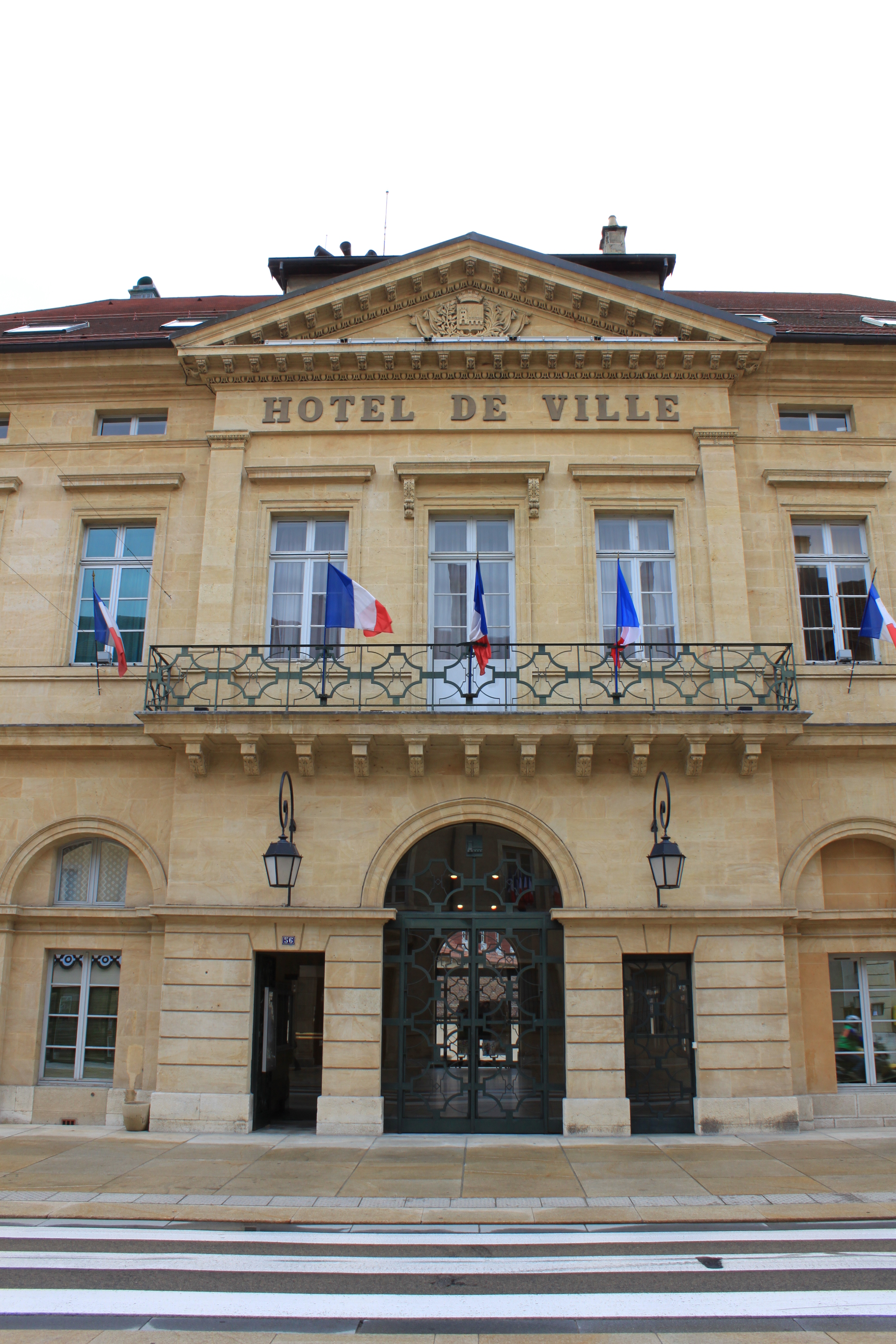
L'hôtel de ville de Pontarlier.

| Période | Période  | Identité                           | Étiquette   | Qualité |
| ------- | -------- | ---------------------------------- | ----------- | --- |
| 1790    |          | Pierre-Xavier Regnauld             |             | |
| 1790    | 1795     | Charles-François Michaud           |             | |
| 1795    | 1796     | Joseph-Xavier Junet                |             | |
| 1796    | 1797     | Jean Barbaud                       |             | |
| 1797    | 1798     | Pierre Regnauld                    |             | |
| 1798    | 1799     | Jean-François Bevalet              |             | |
| 1799    | 1800     | Charles-François Faivre            |             | |
| 1800    | 1802     | Jean-Claude Bousson                |             | |
| 1802    | 1805     | Anne-Augustin Caffod               |             | |
| 1805    | 1814     | Étienne François Philippe Demesmay |             | |
| 1814    | 1815     | Antide Pernet                      |             | |
| 1815    |          | Étienne François Philippe Demesmay |             | |
| 1815    |          | Victor Loiseau                     |             | |
| 1815    | 1817     | Antide Pernet                      |             | |
| 1817    |          | Jacques Gaudion                    |             | |
| 1817    | 1830     | Claude Minari                      |             | |
| 1830    | 1831     | Pierre-Antoine Patel               |             | |
| 1831    | 1834     | Charles Delamarche                 |             | |
| 1836    | 1837     | Victor Loiseau                     |             | |
| 1837    | 1844     | Étienne-Françoise-Benoît Monnier   |             | Conseiller général (1843-1844) |
| 1844    | 1848     | Joseph-Honoré Parrod               |             | |
| 1848    | 1849     | Jean-Baptiste Gresset              |             | |
| 1849    | 1852     | Philippe Damitio                   |             | |
| 1852    | 1853     | Jean-Baptiste Gresset              |             | |
| 1853    | 1856     | Joseph Parrod                      |             | |
| 1856    | 1865     | Charles-Marie-Jules Gros           |             | |
| 1865    | 1869     | Symphorien Pone                    |             | |
| 1869    | 1870     | Alexis Cretin                      |             | |
| 1870    | 1871     | Paul Gindre                        |             | |
| 1871    |          | Charles Binet                      |             | |
| 1871    | 1877     | Charles Gros                       |             | |
| 1877    | 1880     | Charles Vandel                     |             | |
| 1881    | 1882     | Charles Joliclerc                  |             | |
| 1882    | 1887     | Joseph Pillod (1838-1887)          | Républicain | Conseiller général (1883-1887) |
| 1887    | 1896     | Louis Mercier                      |             | |
| 1896    | 1900     | Charles Hugon                      |             | |
| 1900    | 1901     | Charles-Emile Magnin               |             | |
| 1904    | 1912     | Émile-Adolphe Paquette             | Républicain | Conseiller général (1898-1907) |
| 1904    | 1912     | Charles-Emile Magnin               | Rad.        | Conseiller général (1907-1919) |
| 1912    | 1920     | Ernest-Cunibert Deniset            |             | |
| 1920    | 1929     | Émile-Armand Lepine                |             | |
| 1929    | 1935     | Paul-Hubert Robbe                  | SFIO        | |
| 1935    | 1940     | Raymond Vauthier                   | SFIO        | Professeur |
| 1940    | 1941     | Henri Coquin                       |             | |
| 1941    | 1944     | Albert Delamarche                  |             | |
| 1944    | 1945     | Raymond Vauthier                   | SFIO        | Professeur |
| 1945    | 1947     | Jules Pagnier                      | SFIO        | |
| 1947    | 1949     | Albert Besançon                    | RPF         | Conseiller général (1945-1949) |
| 1949    | 1959     | Georges Bourdin                    | Radical     | Agent d'assurance |
| 1959    | 1965     | Ernest Besançon                    | Radical     | |
| 1965    | 1971     | Jacques Lagier                     | CD          | |
| 1971    | 1977     | Edgar Faure                        | GD          | Député de 1967 à 1980, sénateur de 1980 à 1988 Conseiller général (1967-1979)                                                          |
| 1977    | 1983     | Denis Blondeau                     | PS puis MRG | |
| 1983    | 1989     | Roland Vuillaume                   | RPR         | Député de 1980 à 2002 |
| 1989    | 1995     | Yves Lagier                        | PS          | |
| 1995    | 1999     | André Cuinet                       | DL          | Conseiller général (1979-1999) Il démissionne après avoir été reconnu coupable de prise illégale d'intérêt et de faux et usage de faux |
| 1999    | En cours | Patrick Genre                      | DVD         | Cadre de La Poste Conseiller régional depuis 2010 Président de la Communauté de Communes                                               |